# Relations entre le Japon et la Lituanie
Les Relations entre le Japon et la Lituanie désignent les relations internationales entre le Japon et la Lituanie. Le Japon a une ambassade à Vilnius et la Lituanie a une ambassade à Tokyo.
En 1997, l'ambassade du Japon a été établie en Lituanie, en 1998, l'ambassade de la Lituanie a été établie au Japon. L'ambassadeur japonais en Lituanie est Miyoko Akashi, et l'ambassadeur lituanien au Japon est Dainius Kamaitis.

## Histoire
Le 3 janvier 1919, le Japon a reconnu la Lituanie et a ouvert des relations bilatérales. Le 8 février 1929, l'accord par lequel des visas seraient supprimés a été signé entre le Japon et la Lituanie, alors qu'en 1930 le commerce et l'accord maritime étaient signés. Le 23 novembre 1939, le consulat japonais a été établi, dirigé par le vice-consul Chiune Sugihara. Cependant, en raison de l'occupation allemande, le consulat a fermé l'année suivante.
Pendant la Seconde Guerre mondiale, en 1940, le diplomate japonais appelé Sugihara a aidé des réfugiés juifs à fuir l'Europe en leur accordant des visas de passage à Kaunas en Lituanie. Sugihara était alors vice-consul à la mission diplomatique du Japon et avait ignoré les instructions du gouvernement japonais en délivrant des permis de transit pour le Japon aux familles juifs qui fuyaient la Pologne suite de l'invasion nazie. Jusqu'à 10 000 réfugiés ont été sauvés grâce à cette action.

## Relations modernes
Il y a un partenariat étroit important entre les villes de Kuji et de Klaipėda, établi en 1989.
Le Japon a reconnu la Lituanie le 6 septembre 1991 et un mois plus tard, des relations diplomatiques ont été établies entre les deux pays. En 1997, l'ambassade du Japon a été établie à Vilnius et en 1998 l'ambassade de Lituanie a été établie à Tokyo.
En 2007, l'empereur Akihito et l'impératrice Michiko du Japon ont effectué une visite officielle en Lituanie. En janvier 2018, le premier ministre Shinzō Abe s'est aussi rendu en Lituanie. De plus, en 2020, le Seimas déclare l'année 2020 celle dédiée au Japon.
Les relations entre le Japon et la Lituanie sont surtout axées sur le thème de l'énergie, notamment sur le démantèlement des centrales nucléaires, que les deux pays sont en train de faire. En effet, la Lituanie a démantelé ses réacteurs en 2009, tandis que le Japon est en train de le faire, notamment après l'Accident nucléaire de Fukushima.
Le Japon a aussi lancé un sommet en 2018 afin de développer ses relations avec les Pays baltes, dans une format de dialogue appelé 3+1.
De plus, les relations entre le Japon et la Lituanie concernent le domaine de la défense.  En août 2016, à l'occasion des 25 ans de leurs relations, "des frégates de la Force maritime d'autodéfense japonaise ont fait escale dans le port de Klaipėda". En 2018, le ministre japonais de La Défense du moment Itsunori Onodera exprime son "inquiétude quant à l'intensification des activités militaires russes", notamment à cause de l'exercice militaire Vostok 2018. En effet, le Japon et la Lituanie sont voisins du même pays, malgré le fait qu'ils sont situés à l'autre bout du monde : la Russie.